# جمال لويس
جمال لويس (بالإنجليزية: Jamal Lewis)‏ هو لاعب كرة قدم أمريكية أمريكي، ولد في 26 أغسطس 1979 في أتلانتا في الولايات المتحدة.

## وصلات خارجية
- جمال لويس على موقع إي إس بي إن.كوم (أن.أف.أل)3
- جمال لويس على موقع مرجع كرة القدم المحترفة.كوم (الإنجليزية)
- جمال لويس على موقع كلية كرة القدم في سبورتس رفرنس.كوم (الإنجليزية)
- جمال لويس على موقع إن إن دي بي (الإنجليزية)